# Pio V Becerra Ballesteros
Pio V Becerra Ballesteros är en ort i Mexiko.   Den ligger i kommunen San Juan Bautista Tuxtepec och delstaten Oaxaca, i den sydöstra delen av landet, 300 km öster om huvudstaden Mexico City. Pio V Becerra Ballesteros ligger 41 meter över havet och antalet invånare är 175.
Terrängen runt Pio V Becerra Ballesteros är platt åt nordost, men åt sydväst är den kuperad. Runt Pio V Becerra Ballesteros är det ganska glesbefolkat, med 40 invånare per kvadratkilometer. Närmaste större samhälle är Tuxtepec, 7,3 km nordost om Pio V Becerra Ballesteros. Omgivningarna runt Pio V Becerra Ballesteros är en mosaik av jordbruksmark och naturlig växtlighet.